# Erebia ocnus
Erebia ocnus är en fjärilsart som beskrevs av Eduard Friedrich Eversmann 1843. Erebia ocnus ingår i släktet Erebia och familjen praktfjärilar. Inga underarter finns listade i Catalogue of Life.